# MBT-70主力戰車
MBT-70主力戰車（德語：Kampfpanzer 70, KPz 70）是1960年代德國（西德）和美國的聯合開發計畫，旨在研製一款擁有尖端科技的主力戰車。該款戰車採用了當時最新的液氣式懸吊系統，並擁有一個足夠容納所有乘組員的大型炮塔。MBT-70的主要武裝為一門152毫米XM150戰車炮，能夠使用普通炮彈，也能夠發射MGM-51棍杖飛彈。
1969年時，MBT-70的開發計划已經大幅超出預算上限，德國因而退出計划，並自行研製一款新的主力戰車（豹2型主力戰車）。至於美國方面，開發計划持續運作了一小段時間，直到1971年美國國會將之取消為止。MBT-70雖然是一款失敗的產物，但其研發經驗促成兩款優秀的坦克：豹2型坦克以及M1艾布蘭主力戰車，時至今日依然分別是德國和美國的主力坦克。

## 歷史
1960年代早期，德國的豹1型坦克以及美國的M60巴頓坦克分別是兩國當時最先進的現役戰車。雖然兩款戰車的設計理念都是為了反制蘇聯的T-54/55主力戰車，但下一代的蘇聯坦克T-62很明顯地將會擁有更優秀的火力以及防護力，而德、美兩國的主力戰車將無法與之抗衡。德國原有為豹1型坦克升級的計畫，但經過評估後認為該型坦克本身的設計已漸趨過時，沒有升級的價值，該計畫也因此被廢棄。
為了解決裝甲武力不足的問題，德國與美國簽訂了旨在共同開發通用主力戰車的瞭解備忘錄。然而，這份備忘錄的簽署可能是整個開發計畫中最糟糕的決定，因為德、美雙方的設計團隊都想要主導開發計畫的進行方向。雙方團隊對新型戰車設計的每一個部份都爭論不休：主炮、引擎，甚至是設計的測量單位應該使用公制單位或是美制單位系統，德、美雙方都各執一詞，無法達成共識。不過，雙方最後就單位系統的問題達成協議：新設計將採兩種系統並行，因此大幅增加了開發經費。

## 設計

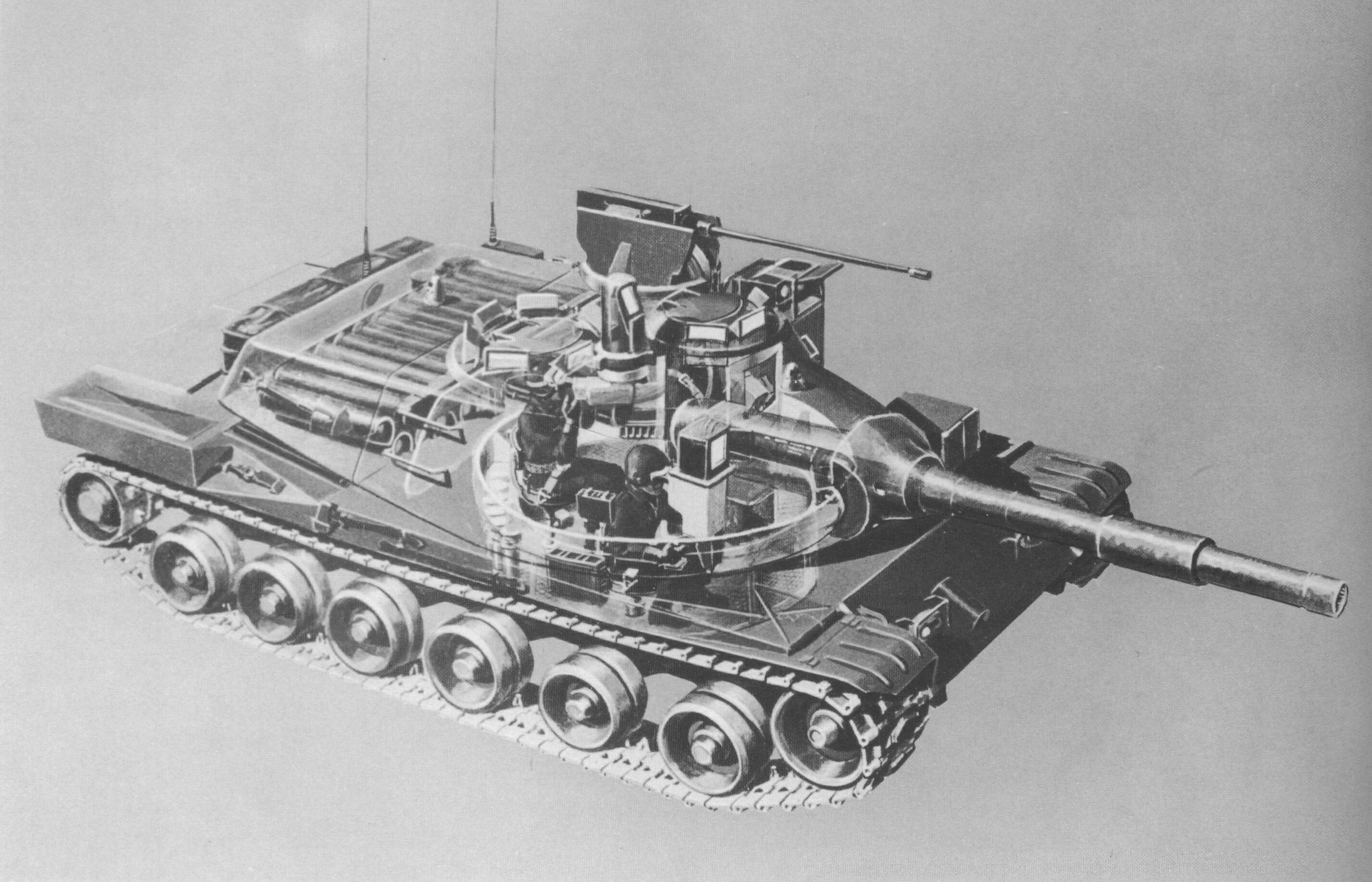
MBT-70的內部配置圖。炮手席位於前方，車長席位於左側，駕駛艙的一部分位於右側。

MBT-70主力戰車的許多設計都超越了當代的科技水準。MBT-70使用一款先進的液氣式懸吊系統，使該戰車即使重達45公噸（50短噸），仍然擁有高速越野的能力。駕駛可以操控這款懸吊系統，使其上升或下降；下降最大幅度可將戰車車底降至離地僅4英吋（100毫米）的距離，而於越野駕駛時則可將整輛戰車提起至（車底）離地28英吋（710毫米）的距離，以保護戰車底盤。
MBT-70的車身輪廓低矮；這與高大的M60巴頓坦克形成強烈對比。MBT-70車身低矮，整體車高僅有1.8公尺（M60為3.2公尺）。這造成狹小的車身沒有足夠空間容納駕駛艙，因此駕駛席被移動至炮塔內。駕駛席位於一個會自動旋轉的獨立艙室內，如此一來不論炮塔指向何處，駕駛的視線永遠面向前方。駕駛也可以將該艙室向後旋轉，以倒退的方式駕駛戰車。
美國版本的MBT-70計畫安裝最新的大陸集團AVCR氣冷式V-12柴油引擎，可輸出1470匹馬力（1100千瓦）。德國版本的KPz 70原先使用一具與美國版類似的戴姆勒-賓士引擎，但稍後改為使用MTU腓德烈斯哈芬有限公司設計的引擎，可輸出1500匹馬力（1100千瓦）。MTU公司設計的引擎，連同駕駛動力組件，可以在15分鐘內移出車外。兩國版本的戰車都能達到每小時69公里的時速（43英哩/小時），而同時期的蘇聯主力戰車T-62卻僅能達到每小時48公里（30英哩/小時）。

### 武裝

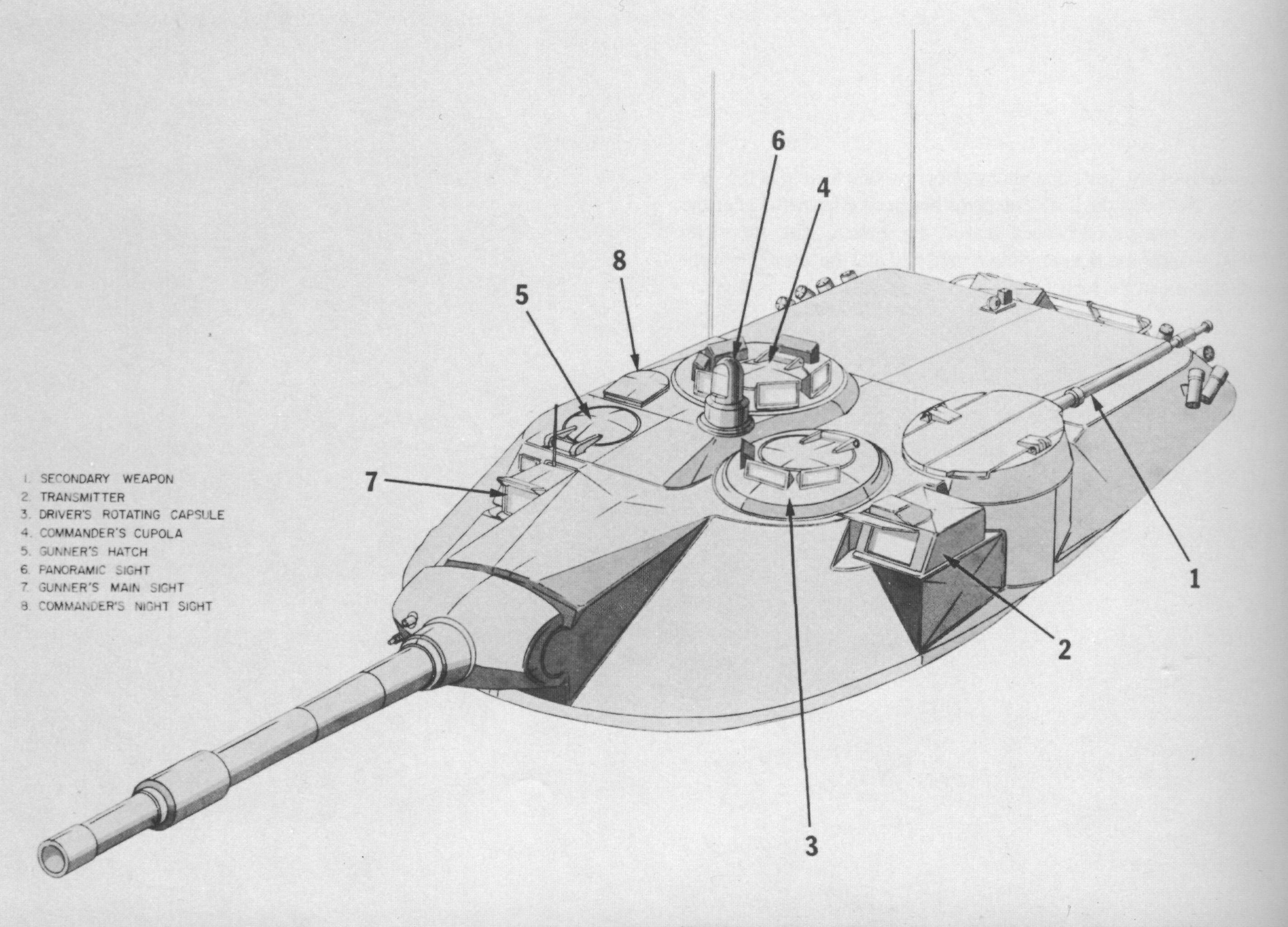
MBT-70的主炮及炮塔設計圖。

MBT-70主力戰車的主要武裝為一門裝有穩定裝置的152毫米XM150戰車炮，這門炮是M81 152毫米戰車炮（M551輕型坦克以及M60A2「星艦」坦克的主炮）的加長改良版。
這門主炮可以發射傳統的穿甲彈、高爆彈、反戰車高爆彈以及尾翼穩定脫殼穿甲彈，同時也可以發射口徑152毫米的MGM-51導引飛彈，其戰鬥射程達3000公尺（9800英呎）。1960年代，當時性能相當優秀的L7線膛炮有效射程也僅有約1800公尺（5900英呎）而已。

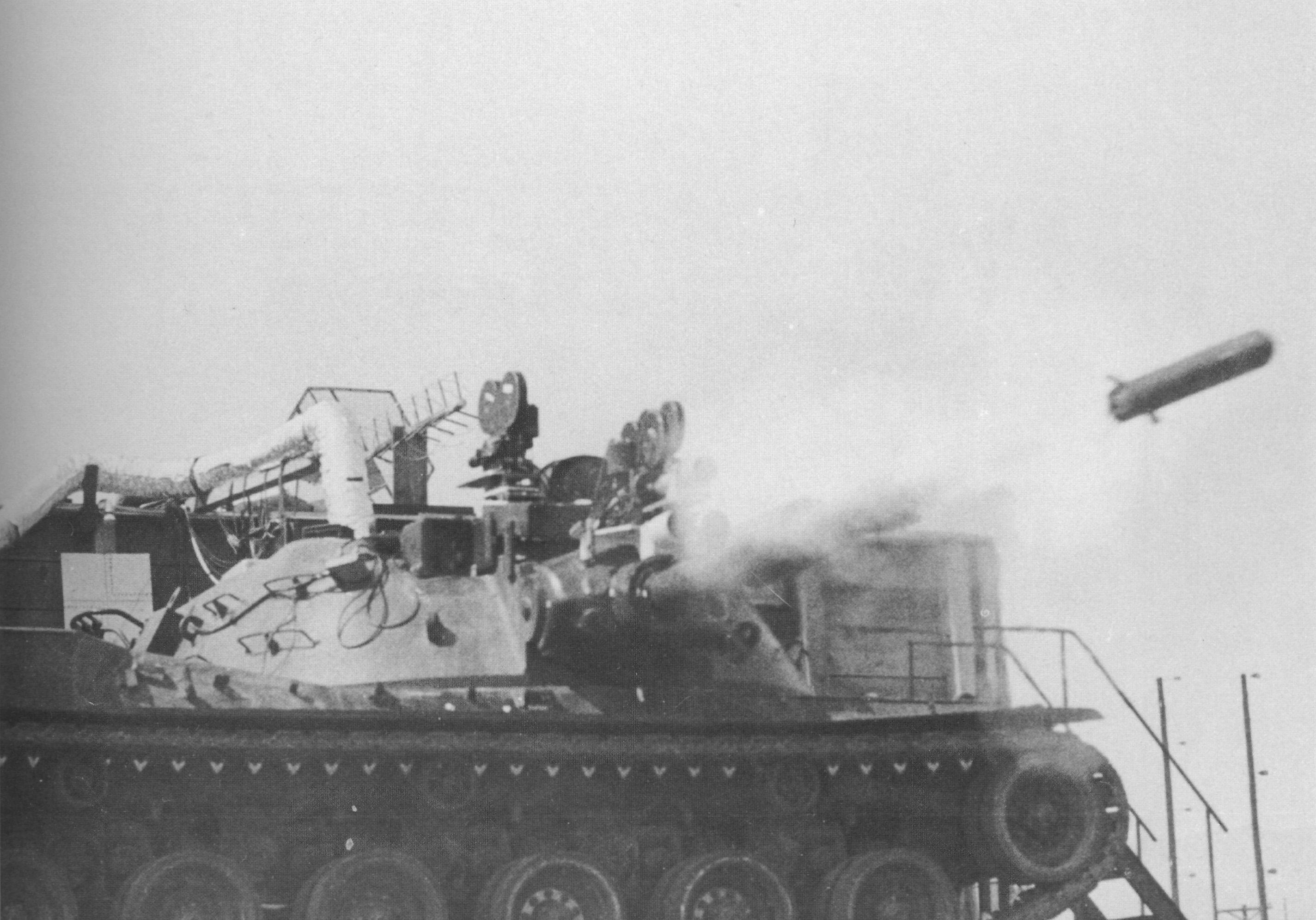
MBT-70原型車試射一枚MGM-51飛彈

該門主炮使用的XM578尾翼穩定脫殼穿甲彈是由一種新發展出來的鎢合金製成的。這種合金內含有約97.5%的鎢，其密度為18.5g/cm3，這與早期以碳化鎢製成的脫殼穿甲彈以及尾翼穩定脫殼穿甲彈相比是很大的進步。這種炮彈的另一項特色是它「沒有彈殼」；炮彈的彈殼是可燃的，因此它會在炮管內燃燒殆盡，而無須退殼。
MBT-70裝備了一具雷射測距儀以及一部自動裝彈機，皆安裝於炮塔後方。這兩項設備在當時都是相當頂尖的科技。自動裝彈機可以自動裝填普通炮彈或是反戰車飛彈。
德國計畫將KPz 70與「野豬式」戰車（德語：Keiler）一同使用--一種以MBT-70底盤為基礎且裝有萊因金屬120毫米滑膛炮的戰車--因此德國的KPz 70原型車也測試了安裝120毫米主炮的可能性。MBT-70將擁有消滅遠距離目標的能力，但「野豬式」戰車僅有約2000公尺（6600英呎）的有效作戰距離。

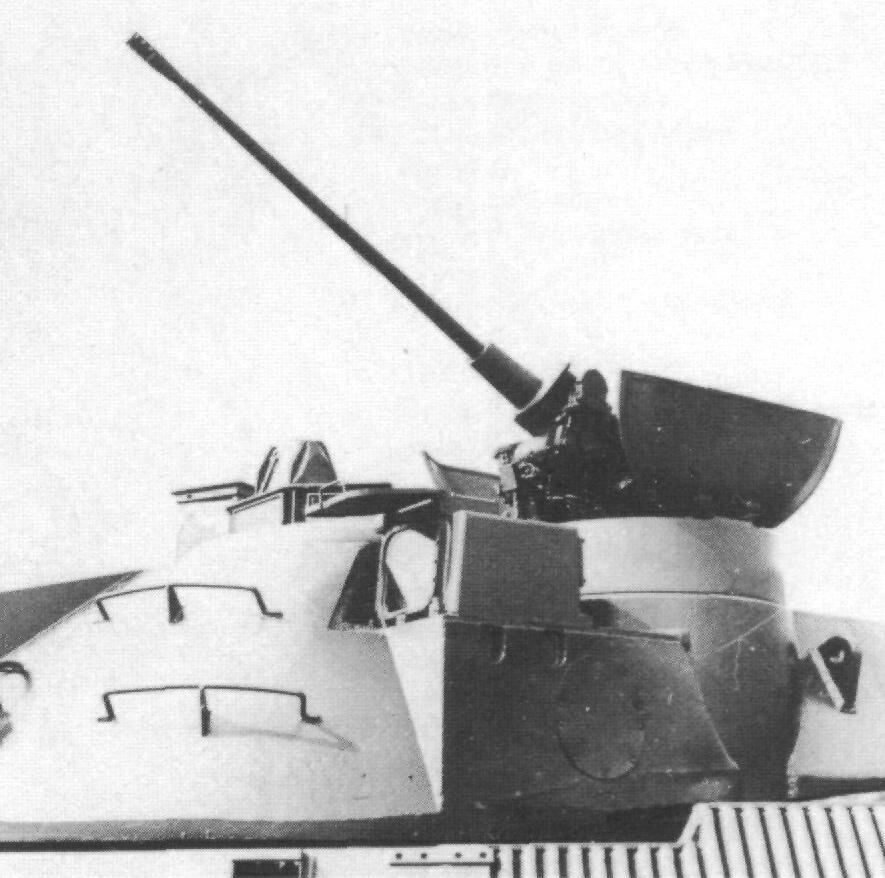
MBT-70上安裝的20毫米機炮

MBT-70的次要武裝之一為一門遙控的20毫米M139機炮，主要用於防空以及消滅輕裝甲車輛。機炮可以縮回位於駕駛旋轉艙室後方的護罩內，這麼做一來可以保護機炮，二來更可以降低整體車高。至於機炮的縮回伸出則是由車長遙控操作的。另外，MBT-70的主炮旁還安裝了一挺近戰防衛用的7.62毫米同軸機槍。
存於德意志裝甲博物館的KPz 70原型車可搭載42發主炮炮彈，6發MGM-51飛彈，660發20×139毫米機炮彈藥，以及2700發7.62×51毫米機槍子彈。

### 防護
MBT-70的主要裝甲是一種當時最新發展出來的間隙裝甲，分佈於車體以及炮塔前方的區域。這種間隙裝甲由一層外側的軋制硬化鋼材以及一層內側的軟性鋼材組成，內外兩層鋼材間含有一層防剝落襯層（英語：spall liner），且留有空隙。間隙裝甲對於抵禦普通穿甲彈以及反戰車高爆彈有較佳的效果，其中反戰車高爆彈在當時是對戰車最大的威脅之一。然而，這種裝甲卻僅能抵擋800公尺（2600英呎）外的105毫米口徑脫殼穿甲彈的射擊。

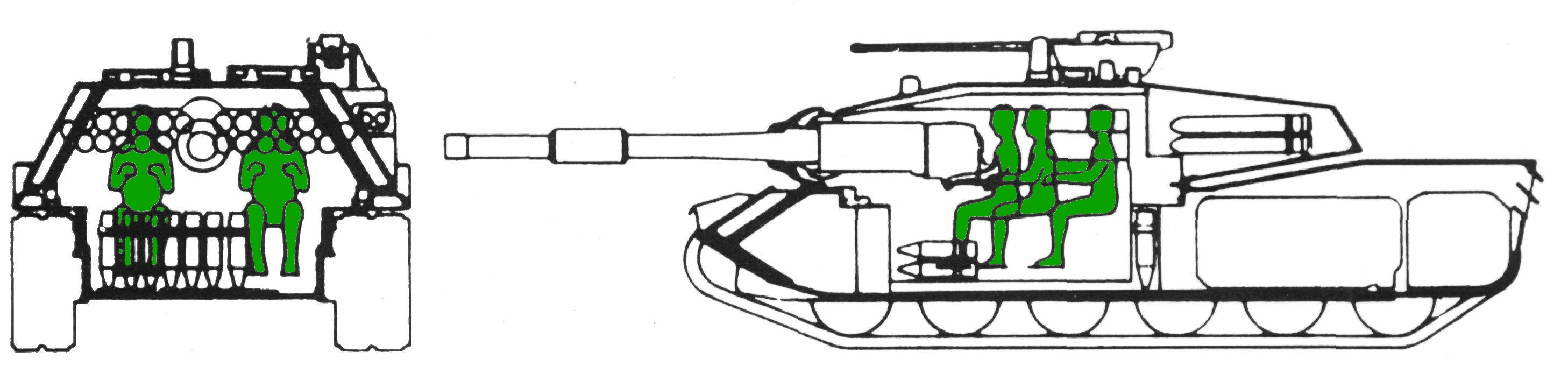
這張草圖顯示了MBT-70車體前方的間隙裝甲分佈，以及車內乘員的座位安排。

MBT-70的低矮輪廓，以及車身透過液氣懸吊系統的升降，可以從全車高2.59公尺降至僅1.99公尺，也是該車防護力上的一大優勢。與高大的M60坦克相比，MBT-70的車身輪廓較低，因此也相對較不易被擊中。有了液氣懸吊系統的輔助，MBT-70的輪廓甚至比豹1型坦克還小，這使其相當適合伏擊作戰。
至於對中子輻射的防護方面，乘員戰鬥室的四周裝有一層15至20公分的聚乙烯板，用以阻止輻射溢入車內。MBT-70有能力抵擋電磁脈衝以及核子生化武器的攻擊。

### 機動性
MBT-70的最高時速可以達到每小時69公里（43英哩/小時），並擁有比當時任何戰車都還要優秀的機動性。MBT-70比M60快上許多，甚至比豹1型坦克還要快。它的高功率引擎以及液氣式懸吊系統使其在越野駕駛時最快可比M60快上近三倍，同時又不會造成車內乘員的不適。

## 測試

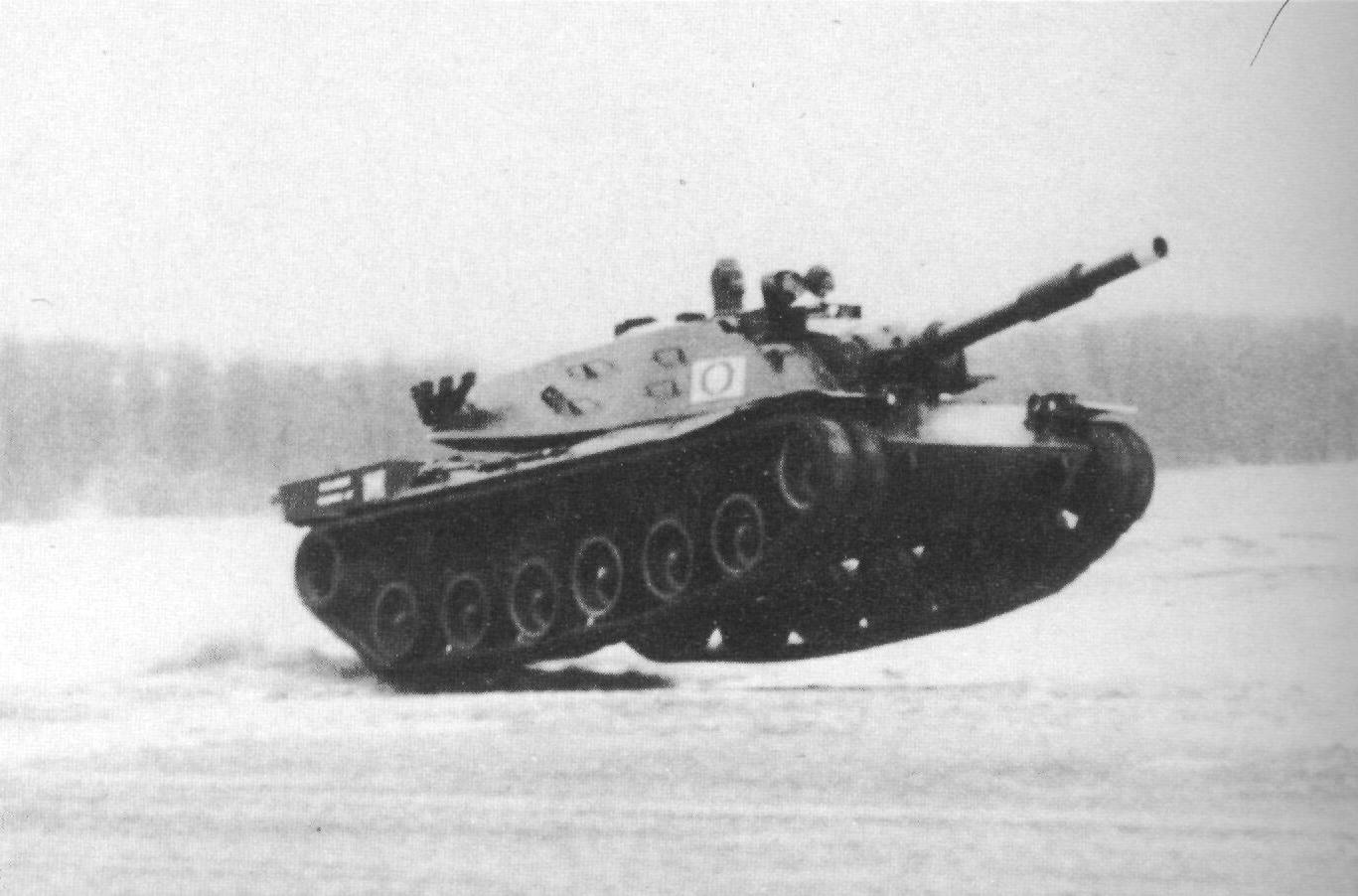
一輛在阿伯丁試驗場接受速度測試的MBT-70原型車。

數輛MBT-70原型車於1965年被製造出來，其中有兩輛原型車的車體是以碳鋼製成的，另外有六輛美國與德國版本的原型車，總計14輛。這些原型車的車體底盤以及駕駛部件於1966年接受測試，而正式的全面測試則於1968年展開。
MBT-70被證明比M60優秀的多，其中包括更優異的機動性，以及比M60快上近三倍的加速能力。這些特性使MBT-70可以更輕易地避開敵火攻擊。測試結果表明移動中的MBT-70比M60少了約30%被發現的機率，而且它可以以比M60更少的時間完成10公里障礙測試。

### 問題
MBT-70的駕駛員普遍抱怨炮塔的旋轉很容易使他們失去方向。這是個令開發團隊相當意外的問題，因為他們原先以為將駕駛員的獨立駕駛艙室置於炮塔中央便能抵銷這個效果（令駕駛員失去方向），但很顯然這樣的設計並沒有解決問題。德國於野豬式戰車上採用的120毫米主炮被證明其性能相當優異，而MBT-70原先計畫使用的XM150卻是問題百出。安裝於M551輕型戰車上的XM81是XM150的「縮小」版本，但也同樣有許多漏洞。另外，彈藥也存在著一些問題。主炮炮彈的「無殼式」設計使其完全不能接觸水，否則炮彈便會因吸水而膨脹，導致其無法填入主炮中；就算成功將潮濕的炮彈發射出去，炮彈也會在炮膛內留下一些堅硬而不易清理的灰燼，進而減少主炮的壽命。自動裝彈機雖然可以順暢地裝填MGM-51飛彈，但在裝填普通彈藥時卻有可能將炮彈擠壓變形，使炮彈報銷。而一如所有的無殼式彈藥，這種無殼式的炮彈在填入因連續射擊而已累積相當溫度的主炮內時，也存在著過早引爆的風險。安裝20毫米防空機炮也被證明相當困難，而且由於該武器本身過於複雜，所以使用上相當缺乏效率。
MBT-70的另一個問題是過重的重量。開發計畫開始時，原先設定的全車總重大約為46.3公噸左右，但隨著開發作業的進行，總重逐漸增至54公噸；這迫使開發團隊必須重新設計MBT-70的某些部份以降低重量。最終的全車總重為50.3公噸，雖然已減少不少重量，但仍比原先設定的重量來的重。這同時也表示MBT-70需要自己專屬的裝甲回收車以及架橋車來承受這樣的重量。
為了使MBT-70達到理想中的機動性，美國版本的原型車使用了一款渦輪引擎。然而，渦輪引擎需要乾淨的空氣才能正常運作，而該戰車於行駛間揚起的沙塵經常導致引擎失靈。開發團隊試圖以安裝空氣濾清機的方法來解決這個問題，但仍達不到令人滿意的成效，因此渦輪引擎最終被替換為傳統的活塞引擎。
對MBT-70的評論經常提到該戰車雖然在許多面向上包含相當創新的設計思維，但由於使用過多未經測試的科技，這些太具野心的企圖最終毀掉了整個開發計畫。美國國會議員威廉·傅爾布萊特曾開玩笑的說要駕駛一輛MBT-70，駕駛者得先要有機械工程碩士的學位才行。

## 開發計畫的取消
到了1969年時，MBT-70的開發經費已經超出原先預算的五倍，每樣設備的平均單價為100萬美元（換算成今日價值則為645萬美元）。而MBT-70本身的開發價格，依照原訂計畫，僅為8000萬美元（2億9千28萬德國馬克）。但到了1969年時，整個開發計畫卻已經花費了3億美元左右（近11億德國馬克）。單單德國部分的開發作業就已經花費了1億3千萬美元（四億七千五百八十萬德國馬克），這個數字早已大幅超出原始的開發價格。德國稍後退出計畫，並自行開發野豬式戰車。後來，野豬式戰車更發展出了優秀的豹2型坦克。野豬式戰車及豹2型坦克皆使用了120毫米滑膛炮。
德國退出計畫後，迅速飆漲的經費也引起了美國國會的注意，並於1970年將MBT-70計畫正式取消。陸軍於是導入了一種同樣以MBT-70為基礎，但價格較為低廉的設計，也就是XM803坦克。然而，這種設計僅在替換如M60坦克使用的昂貴系統時方為有效，因此仍不能全盤解決問題。
不過國會仍對開發計畫的延遲以及經費超支等議題感到相當不滿，因此於1971年11月時取消了MBT-70以及其後續發展的XM803，並將經費移轉予正在發展中的XM815坦克。XM815後來又被重新命名為XM1，並最終發展出相當成功的M1艾布蘭主力戰車。M1戰車擁有一個傳統的焊接式鋼製炮塔、懸吊系統以及主炮，但應用了許多創新的科技，如先進的裝甲以及一具燃氣渦輪引擎。

## 現存的MBT-70

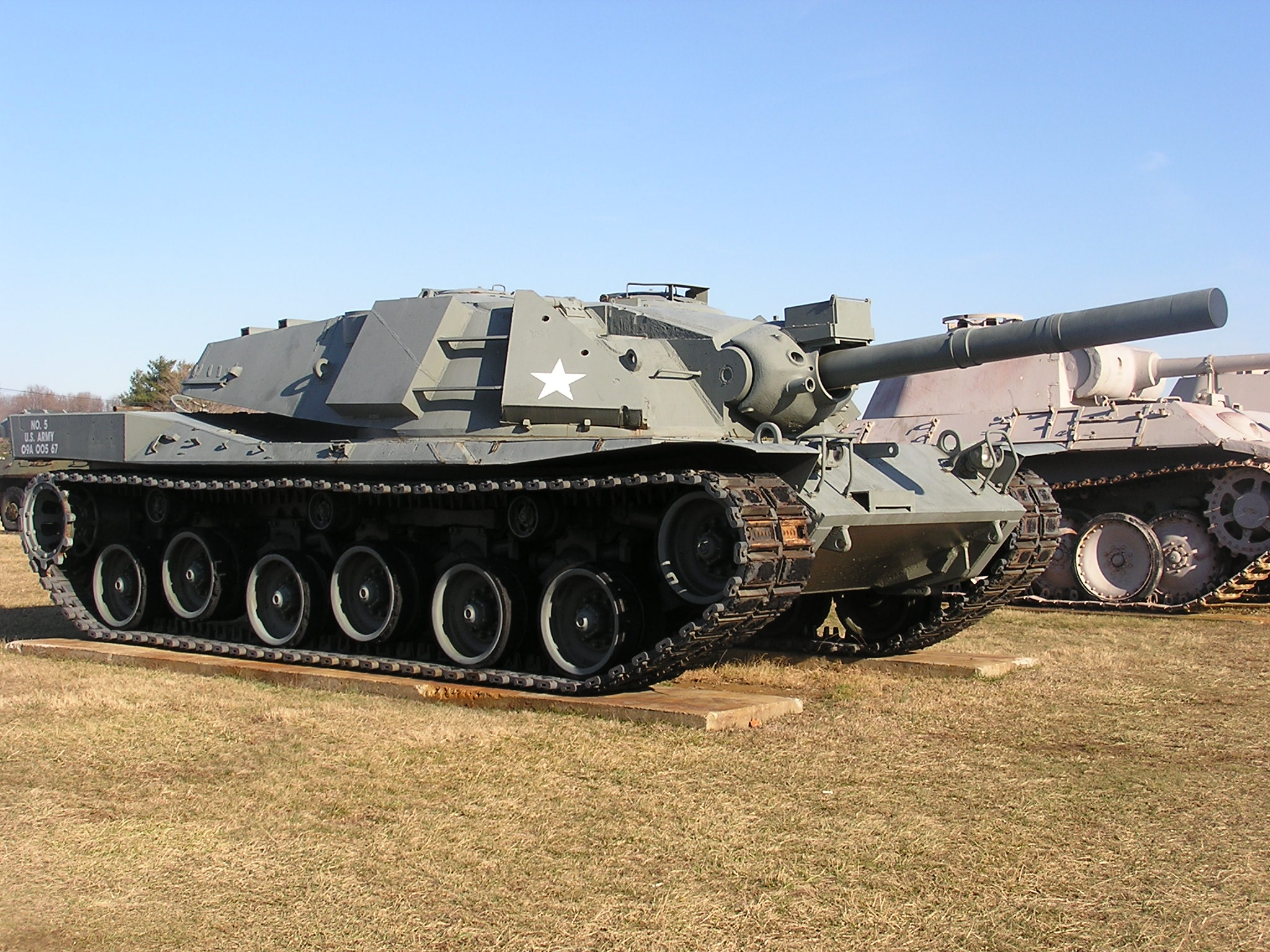
位於阿伯丁試驗場的MBT-70

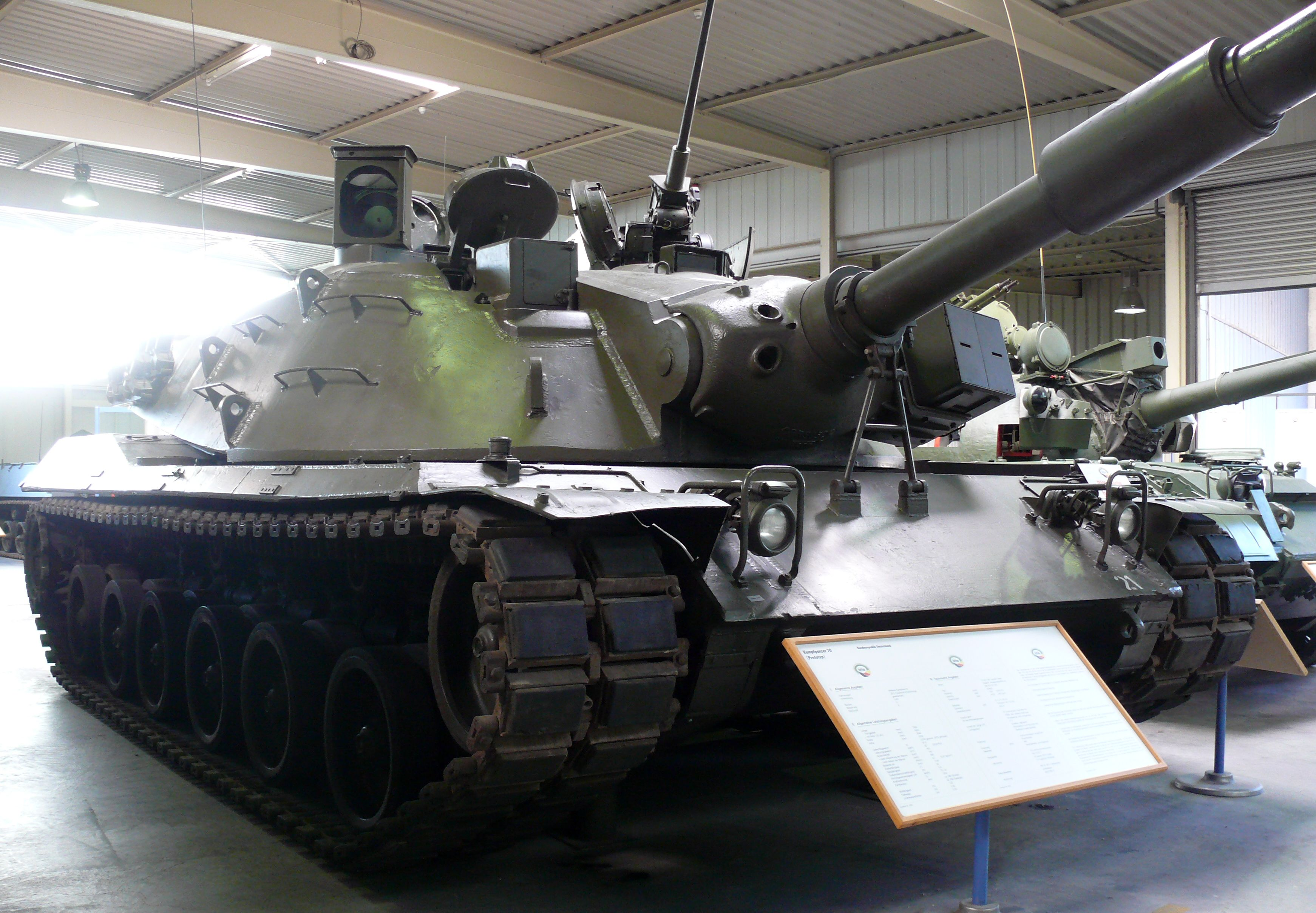
位於科布倫茲的戰鬥坦克70型（德語：Kampfpanzer 70）

總計有14輛MBT-70原型車以及測試平台被製造出來，其中有2輛是以低碳鋼製成的。部分的原型車被保留下來，目前存放於德國及美國兩國的博物館中。

### 美國
- 一輛原型車被保存於馬里蘭州阿伯丁的美國陸軍軍械博物館。
- 另有一輛原型車連同一輛XM803被保存於班寧堡的裝甲博物館修復場。
- 一輛以低碳鋼製成且損壞嚴重的原型車被存放於康乃狄克州丹伯里的南新英格蘭軍事博物館中。

### 德國
- 一輛原型車被保存於蒙斯特的德意志裝甲博物館。
- 另有一輛原型車被保存於科布倫茲的國防科技博物館（德語：Wehrtechnische Studiensammlung ）。

## 外部連結
- MBT-70 page at the Armor Site （页面存档备份，存于）
- Ogorkiewicz, R.M. (8 Jul 1965), "The Evolving Battle Tank" （页面存档备份，存于）, New Scientist 27 (451): 74–5